# Ida Timling
Ida Timling, auch Ida Timmling (1870 in Wien – nach 1902), war eine österreichische Theaterschauspielerin.

## Leben
Timling erhielt ihre Ausbildung bei Gabriele Allram. Sie debütierte 1895 am Berliner Wallnertheater, kam 1896 für zwei Jahre ans Bremer Stadttheater, 1889 ans Lessingtheater, 1891 ans Carltheater in Wien, wo sie bis 1893 verblieb. 1895 war sie in Pressburg, 1896 und 1897 am Deutschen Theater München, 1898 am Berliner Residenztheater, 1899 in Karlsruhe und von 1900 bis 1901 am Deutschen Theater in London. Danach ging sie erneut nach Berlin.
Timling wirkte im Fach der Salondamen und hatte sich auf diesem Gebiet schöner Erfolge zu erfreuen. Sie bewegte sich gewandt und vornehm, stattete ihre Rollen mit wirksamen Nuancen aus und hatte vielfach Gelegenheit gehabt, ihre Kunst anerkennen zu lassen. „Wera“ in Schlagwort, „Josefine von Pöchlar“ in Goldfische, „Maria“ in Maria und Magdalena und andere, ähnliche Rollen verkörperte sie glaubhaft und natürlich.